# Ismaïl Aaneba
Ismaïl Aaneba, né le 29 mai 1999 à Mantes-la-Jolie en France, est un footballeur français qui évolue au poste de défenseur central au Ferencváros TC.

## Biographie

### RC Strasbourg
Né à Mantes-la-Jolie en France, Ismaïl Aaneba commence le football avec le club local du FC Mantois. Il est repéré par le RC Strasbourg qui lui fait signer son premier contrat professionnel d'une durée de quatre ans, en décembre 2016.
Il joue son premier match en professionnel le 8 février 2018, lancé par Thierry Laurey lors d'une rencontre de coupe de France face au Grenoble Foot 38. Il est titularisé au poste d'arrière droit et son équipe s'impose par trois buts à zéro.
Le 9 novembre 2018, Aaneba joue son premier match de Ligue 1 face au LOSC Lille. Il est titularisé et les deux équipes se neutralisent (0-0).

### FC Sochaux-Montbéliard
En juin 2021, Ismaïl Aaneba s'engage librement au FC Sochaux-Montbéliard pour un contrat courant jusqu'en juin 2023,. Il joue son premier match sous ses nouvelles couleurs le 26 juillet 2021, lors de la première journée de la saison 2021-2022, face au Dijon FCO. Il est titulaire et son équipe l'emporte par trois buts à un ce jour-là.

### Ferencváros TC
Il s'engage libre début septembre 2023 avec le club hongrois de Ferencváros TC. Il signe pour trois saisons.

### Sélection nationale
Le 18 août 2019, il est présélectionné par l'adjoint Patrice Beaumelle avec le Maroc olympique pour une double confrontation contre l'équipe du Mali olympique comptant pour les qualifications à la Coupe d'Afrique des moins de 23 ans.

## Palmarès
Ferencváros TC
- Championnat de Hongrie (1)
  - Champion en 2024